# Heinrich Uhde
Heinrich Uhde (* 1937) ist ein deutscher Jurist, pensionierter Richter, Hundeführer, Jäger und Sachbuchautor.

## Leben
Nach einem Studium der Rechtswissenschaften war Uhde ab 1969 bis zu seiner Pensionierung als Richter am Amtsgericht Burgdorf im Familiengericht tätig. Nach seiner Pensionierung absolvierte er eine Ausbildung zum Mediator.
Mit 16 Jahren legte er die Jägerprüfung ab. Mit der Ausbildung von Schutz- und später von Jagdhunden verdiente er sich danach Geld neben der Schule. Seit den 1960er Jahren ist Uhde Prüfungsrichter im Jagdgebrauchshundverband. 1971 wurde er Verbandspräsident und 1986 Ehrenpräsident. Er leitete Seminare und schrieb Fachbücher.
Selbst führte Uhde bis Ende der 1978 eine Deutsche Jagdterrierhündin, seit 1977 nacheinander drei Bayerische Gebirgsschweißhunde und seit 1989 Hannoversche Schweißhunde.
Uhde ist Mitglied des Rotary-Clubs in Lehrte seit 1989 und gehörte zeitweise auch zu dessen Vorstand.

## Auszeichnungen
- 1986: Ehrenpräsident des Jagdgebrauchshundverbands
- 2011: Verdienstkreuz am Bande des Verdienstordens der Bundesrepublik Deutschland für sein jahrzehntelanges Engagement für das Jagdhundwesen[2]

## Schriften
- Anhang über den Jagdgebrauchshund, in: Helmut Raiser: Der Schutzhund: die Ausbildung von Gebrauchshunden für den Schutzdienst, Parey, Hamburg/Berlin 1979 und öfter, ISBN 3-490-40112-3
- Bearbeitung von Alice Gross: Der brauchbare Jagdhund, 5. erweiterte Auflage, Landbuchverlag, Hannover 1984 und öfter, ISBN 3-7842-0299-3
- mit Friedrich Karl von Eggeling: Der Jäger und der Jagdbetrieb: Jagdarten, Wildbretverwertung und Hundeführung, Parey, Hamburg/Berlin 1986 und öfter, ISBN 3-490-27512-8
- Das Jagdgebrauchshundewesen: Geschichte, Rassen, Zucht, Haltung, Ausbildung, Prüfung, Recht, Kunst; 100 Jahre Jagdgebrauchshundverband e.V. (JGHV). Landbuchverlag, Hannover 1999 und öfter, ISBN 3-7842-0577-1
- Bearbeitung von Hegendorf: Der Gebrauchshund. Haltung, Ausbildung und Zucht. Vollständig aktualisierte und erweiterte Neuausgabe, Kosmos, Stuttgart 2002, ISBN 3-440-08149-4